# Дэй, Уоллис
Уоллис Лили Дэй (англ. Wallis Lily Day, род. 20 сентября 1994) — британская актриса и модель. Наиболее известна по роли Холли Каннингем в телесериале «Холлиокс», а также по роли Нисса-Векс в телесериале «Криптон» — приквеле истории о Супермене.

## Жизнь и карьера
Британская актриса Уоллис Дэй родилась 20 сентября 1994 в Лондоне. Желание блистать на сцене появилось с 5-летнего возраста, когда отец взял Уоллис на «Лебединое озеро» в Королевский оперный театр в Лондоне. С 13 лет она работала моделью и занималась боевыми искусствами и плаванием. Даже начала тренироваться к Олимпиаде 2012 года, но в итоге решила сконцентрироваться на игре в театре и телевидении. За ее плечами лондонские театральные школы Sylvia Young и Arts Educational. Курс в последней официально не был окончен, поскольку Уоллис тогда была занята на съемках сериала для канала ITV, что и стало своеобразным выпускным. В 2016 году получила роль Люси в фильме «Между двух миров – я». В том же году девушка получила роль Вайолет в сериале «Члены королевской семьи». В 2018 году Уоллис получает роль Ниссы-Векс в телесериале «Криптон». В 2021 году она снялась в фильме «Бесконечность», где сыграла роль агента Шин. В настоящее время актриса задействована в фильме «Рыжая соня» в роли Аннисии, сводной сестры главного героя.

## Фильмография
| Год       |   | Русское название        | Оригинальное название | Роль                                 |
| --------- | - | ----------------------- | --------------------- | ------------------------------------ |
| 2012—2013 | с | Холлиокс                | Hollyoaks             | Холли Каннингем                      |
| 2013      | с | Холлиокс поздней ночью  | Hollyoaks Later       | Холли Каннингем                      |
| 2014      | с | Супермаркет             | Trollied              | Рекламная Женщина                    |
| 2015      | с | Казанова                | Casanova              | Анжелика Ламбертини                  |
| 2015      | с | Джекил и Хайд           | Jekyll & Hyde         | Олалла                               |
| 2016      | ф | Между двух миров – я    | Between Two Worlds    | Люси                                 |
| 2016      | с | Щит 5                   | Shield 5              | Эми Уильямс                          |
| 2016—2018 | с | Члены королевской семьи | The Royals            | Вайолет                              |
| 2017      | с | Уилл                    | Will                  | Крессида Деверо                      |
| 2018—2019 | с | Криптон                 | Krypton               | Нисса-Векс                           |
| 2021      | с | Бэтвумен                | Batwoman              | Кейт Кейн / Бэтвумен/ Цирцея Сайонис |
| 2021      | ф | Бесконечность           | Infinite              | Шин                                  |
| 2025      | ф | Рыжая Соня              | Red Sonja             | Аннисия                              |